# Royal Coda
Royal Coda — американський рок-гурт із Сакраменто, Каліфорнія, заснований гітаристом Серхіо Медіною. Вони відомі поєднанням прогресивного року, психоделічного року та постгардкору. До складу гурту входять вокаліст Курт Тревіс, гітаристи Серхіо Медіна та Вілл Свон та бас-гітарист Штеффен Готч.
Після розпаду постгардкор-гурту Stolas Медіна створив проєкт Royal Coda, щоб експериментувати з новими стилями написання поза його типовим матеріалом. Коли колишні учасники A Lot Like Birds Тревіс і Аррінгтон приєдналися до гурту, вони записали однойменний дебютний альбом Royal Coda, який вийшов у квітні 2018 року на Blue Swan Records. У 2019 році гурт залучив гітариста Dance Gavin Dance Вілла Свона та гастролюючого бас-гітариста Штеффена Готча і випустили другий студійний альбом Compassion у листопаді, який отримав схвальні відгуки критиків. У 2020 році гурт записав третій альбом To Only A Few At First, який вийшов на Blue Swan і Rise Records у серпні 2022 року. У грудні 2022 року Медіна підтвердив через Instagram, що Аррінгтон завершив музичну кар'єру.

## Заснування
Гурт Royal Coda заснував гітарист Серхіо Медіна у 2017 році через бажання продовжити сольний музичний проєкт, який би досліджував нові музичні стилі за межами його поточного матеріалу. Про створення гурту оголосили 28 січня 2018 року, вони підписали контракт з незалежним звукозаписним лейблом Blue Swan Records. Спочатку до складу гурту входили Серхіо Медіна, гітарист Sianvar, і Stolas, колишній учасник Dance Gavin Dance і вокаліст A Lot Like Birds і Sianvar Курт Тревіс і колишній барабанщик A Lot Like Birds Джозеф Аррінгтон.
Логотип гурту — рука долонею вгору з полум’ям над нею.

## Історія

### 2017–18: дебютний студійний альбом
29 січня 2018 року Royal Coda оголосили про завершення запису дебютного студійного альбому. Гурт записав дебютний альбом у VuDu Studios у Порт-Джефферсоні, Нью-Йорк, його спродюсував Домінік Настазі та Майк Воттс. 16 лютого 2018 року відбулася прем’єра дебютного синглу гурту «Anything to Save». Ще одна пісня, «Cut Me Under», вийшла 29 березня разом з анонсом однойменного дебютного студійного альбому. Третя пісня, «Breathe Correct», вийшла 12 квітня 2018 року з потоковою прем’єрою на Substream Magazine.
Їхній однойменний дебютний студійний альбом став доступним для трансляції за день до дати релізу, 26 квітня 2018 року, на New Noise Magazine.
Гурт дав перші два концерти на Family Vacation Music Festival у Сакраменто, Каліфорнія 19 травня та на Chain Reaction в Анагаймі, Каліфорнія, 20 травня.
Барабанщик Джозеф Аррінгтон оголосив, що у 2018 році гурт запише більше нового матеріалу.
Royal Coda взяли участь у сольному турі хедлайнера американського співака Тіліана, який пройшов з 23 серпня по 23 вересня 2018 року в США. 16 липня стало відомо, що фронтмен The Fall of Troy Томас Ерак приєднається до Royal Coda як гастрольний гітарист і бек-вокаліст.
25 серпня 2018 року стало відомо, що Ерак і колишній бас-гітарист Dance Gavin Dance Джейсон Елліс стали офіційними учасниками гурту. Однак Ерак покинув гурт на півдорозі туру Тіліана як хедлайнера, зосередившись на своїй сольній кар'єрі, залишивши Royal Coda продовжувати грати у складі чотирьох учасників.

### 2019–2021:Compassion
1 лютого 2019 року стало відомо, що Royal Coda виступить на 1-му щорічному Swanfest Blue Swan Records 30 березня 2019 року. 11 лютого гурт оголосив про перший хедлайнерський тур, який відбувся з 14 по 30 березня 2019 року в США за підтримки Body Thief.
4 червня 2019 року було оголошено, що Royal Coda вирушить у тур як супровід північноамериканського туру «The Mental Knife» постгардкор гурту Hail the Sun з 13 вересня по 13 жовтня. 5 червня було оголошено, що гітарист Dance Gavin Dance Вілл Свон приєднався до гурту і буде писати гітарні партії для другого студійного альбому гурту; це другий музичний гурт, окрім Sianvar, де Серхіо Медіна та Вілл Свон працювали разом. Аррінгтон підтвердив, що 13 серпня 2019 року Кріс Крамметт завершив роботу над другим студійним альбомом гурту. Того ж місяця бас-гітарист Джейсон Елліс покинув гурт через особисті проблеми, і його замінив Штеффен Готч.
10 вересня 2019 року Royal Coda випустили «Numbing Agent», головний сингл з майбутнього другого студійного альбому. Це перший реліз гурту з Віллом Своном. 12 вересня гурт анонсував другий студійний альбом Compassion, реліз якого запланували на 7 листопада 2019 року. Другий сингл «Becoming the Memory» вийшов 30 вересня. 12 листопада стало відомо, що гурт гастролюватиме на підтримку весняного туру Dance Gavin Dance 2020 року з Animals As Leaders і Veil of Maya. 12 березня 2020 року тур скасували через пандемію COVID-19.
23 вересня 2020 року гурт оголосив, що у вересні вони писатимуть третій студійний альбом, а в жовтні розпочнуть записи з Крісом Крамметом.

### 2022 — дотепер:To Only A Few At First
Royal Coda мали виступити на розігріві в американському турне Тіліана «Factory Reset Tour» у лютому-березні 2022 року, але за місяць до початку гастролей Тіліан відклав турне. 23 грудня 2021 року гурт випустив кліп на сингл Even If». «Even If» вийшов на цифрових сервісах завантаження та потокового передавання 14 січня 2022 року.
6 липня 2022 року гурт анонсував третій студійний альбом To Only A Few At First і випустив дві пісні «We Slowly Lose Hope For Things To Come» та «Screen Time Overload», на першу з яких провели прем'єру кліпу на каналі Blue Swan Records на YouTube. Гурт виступав як супроводжувальний гурт у літньому турі Dance Gavin Dance по США з 26 липня по 24 серпня 2022 року разом із Body Thief.
У листопаді 2022 року стало відомо, що барабанщик Джозеф Аррінгтон припинив гастролі та концерти.

## Музичний стиль
Стиль Royal Coda описують як постгардкор, прогресивний рок, експериментальний рок і построк.

## Дискографія
Студійні альбоми
- Royal Coda (Blue Swan Records, 2018)
- Compassion (Blue Swan Records, 2019)
- To Only A Few At First (Blue Swan Records/ Rise Records, 2022)[33]

Сингли
- «Anything to Save» (2018)
- «Cut Me Under» (2018)
- «Breathe Correct» (2018)
- «Numbing Agent» (2019)
- «Becoming The Memory» (2019)
- «The Innocence Of» (2019)
- «Even If» (2022)

Мініальбоми
- We Slowly Lose Hope For Things To Come / Screen Time Overload (2022)[34]

## Склад гурту
Поточний склад
- Курт Тревіс — вокал (з 2017)
- Серхіо Медіна — гітара, бас, програмування (з 2017)
- Джоел Туркотт — ударні (гастрольний учасник: 2022, офіційний учасник: з 2022)
- Вілл Свон — гітара, бас (з 2019)
- Штеффен Ґотш — бас (гастрольний учасник: 2019–2020, офіційний учасник: з 2020)

Гастрольні учасники
- Скайлар Капоріччі — гітара (2018–2019)
- Джейсон Елліс — бас (2018–2019)
- Дакота Семмонс — ударні (2022)

Колишні учасники
- Томас Ерак — гітара, бас, бек-вокал (2018)
- Джозеф Аррінгтон — ударні, перкусія (2017–2022)

Часова шкала